# Daphné Roulier
Pour les articles homonymes, voir Roulier.
Daphné Roulier, née le 12 février 1968 à Paris, est une journaliste et animatrice audiovisuelle française.
Elle est d'abord présentatrice de journaux télévisés sur LCI puis Canal+. De 2001 à 2005, elle présente + Clair, le magazine médias de Canal+. De 2005 à 2008, elle anime plusieurs émissions consacrées au cinéma dans le groupe Canal+. De 2009 à 2012, elle présente L'Effet papillon sur Canal+, un magazine d'actualités dont elle reprend la tête à partir de 2013. De 2014 à 2016, elle présente La vie est un je, une interview hebdomadaire sur France Inter. Depuis 2023, elle anime l'émission Femmes majeures de la station Radio Classique.

## Biographie

### Famille et formation
De mère grecque et de père français, Daphné Roulier est née le 12 février 1968 à Paris. Adolescente, elle rêve de devenir écrivaine.
Elle obtient un DEA de lettres, un DESS d'ethnométhodologie et sort diplômée du CELSA. Durant ses études, elle effectue des stages dans la presse écrite dont Globe, Le Figaro littéraire et Vogue,.
Elle épouse Antoine de Caunes civilement à Trouville-sur-Mer (Calvados) le 18 mai 2007. Ils ont un garçon, Jules, né le 14 août 2008.

### Presse écrite
En 1995, Daphné Roulier se lance définitivement dans le journalisme et devient pigiste pour Le Figaro Magazine. En 1996, elle intègre la rédaction de LCI en tant que rédactrice-commentatrice, et présente les journaux de l'antenne à partir de février.

### Télévision
À la rentrée 1997, elle rejoint Canal+ pour présenter les journaux d'information de Nulle part ailleurs. De septembre 2001 à juin 2005, elle présente + Clair, l'émission hebdomadaire consacrée aux médias, en clair sur Canal+.
En mars 2005, elle prend les commandes de l'émission Le Cercle, qui traite du septième art sous un angle critique le vendredi soir sur Canal+ Cinéma. Elle présente parallèlement L'hebdo Cinéma sur Canal+. À partir de 2007, elle présente une nouvelle émission de cinéma intitulée Extérieur Jour. Enceinte, elle est remplacée à la présentation en juin 2008 par Laurent Weil.
En septembre 2009, elle succède à Victor Robert à la présentation de L'Effet papillon, le magazine d'actualités internationales diffusé le samedi sur Canal+. Le magazine évolue : il aborde désormais des sujets nationaux et intègre un journal télévisé présentée par Daphné Roulier. Elle anime également un rendez-vous mensuel consacré au cinéma.
En octobre 2012, elle rejoint D8, alors rachetée par le groupe Canal+, pour présenter le journal de 19 h 45. Victor Robert récupère la présentation du magazine L'Effet papillon. Au bout d'un an, le JT évoluant et s'éloignant de sa mission initiale, elle décide d'en arrêter la présentation, et est remplacée par Adrienne de Malleray.
En septembre 2013, elle reprend sa place à la tête de l'émission L'Effet papillon sur Canal+. À la rentrée 2014, elle arrive pour la première fois à la radio sur France Inter pour présenter La vie est un je, une interview intimiste d'une personnalité diffusée le samedi soir à 19 h 20.
Elle assure la présentation de l'émission Le Cercle sur Canal + à partir de janvier 2016, en remplacement de Frédéric Beigbeder. En février 2016, souhaitant se concentrer sur ses deux émissions diffusées sur Canal +, elle quitte France Inter. Elle est remplacée à la présentation de l'émission Le Cercle par Augustin Trapenard en septembre 2016.
Lors de l'été 2019, Daphné Roulier quitte Canal + puis rejoint le groupe M6 pour présenter à la rentrée la nouvelle émission culturelle hebdomadaire de Paris Première,, Rayon cult’.
Un dimanche sur deux à 23 h elle présente Les Grands Entretiens sur LCP - Assemblée nationale de 2021 à 2024.
Depuis septembre 2022, elle présente et anime l’émission Femmes majeures sur Radio Classique les samedis et dimanches de 11 h à midi ; elle y met à l’honneur les femmes qui ont marqué l’histoire de la musique, compositrices, interprètes solistes et cheffes d’orchestre.
Elle est la voix off du documentaire Les effrontées : le cinéma au féminin sur France 2.
De 2023 à 2024 elle présente Maman, j’ai arrêté l’avion sur LCP - Assemblée nationale, une émission sur la transition écologique.

### Radio
Depuis 2023, elle anime l'émission Femmes majeures"" de la station Radio Classique.

### Cinéma

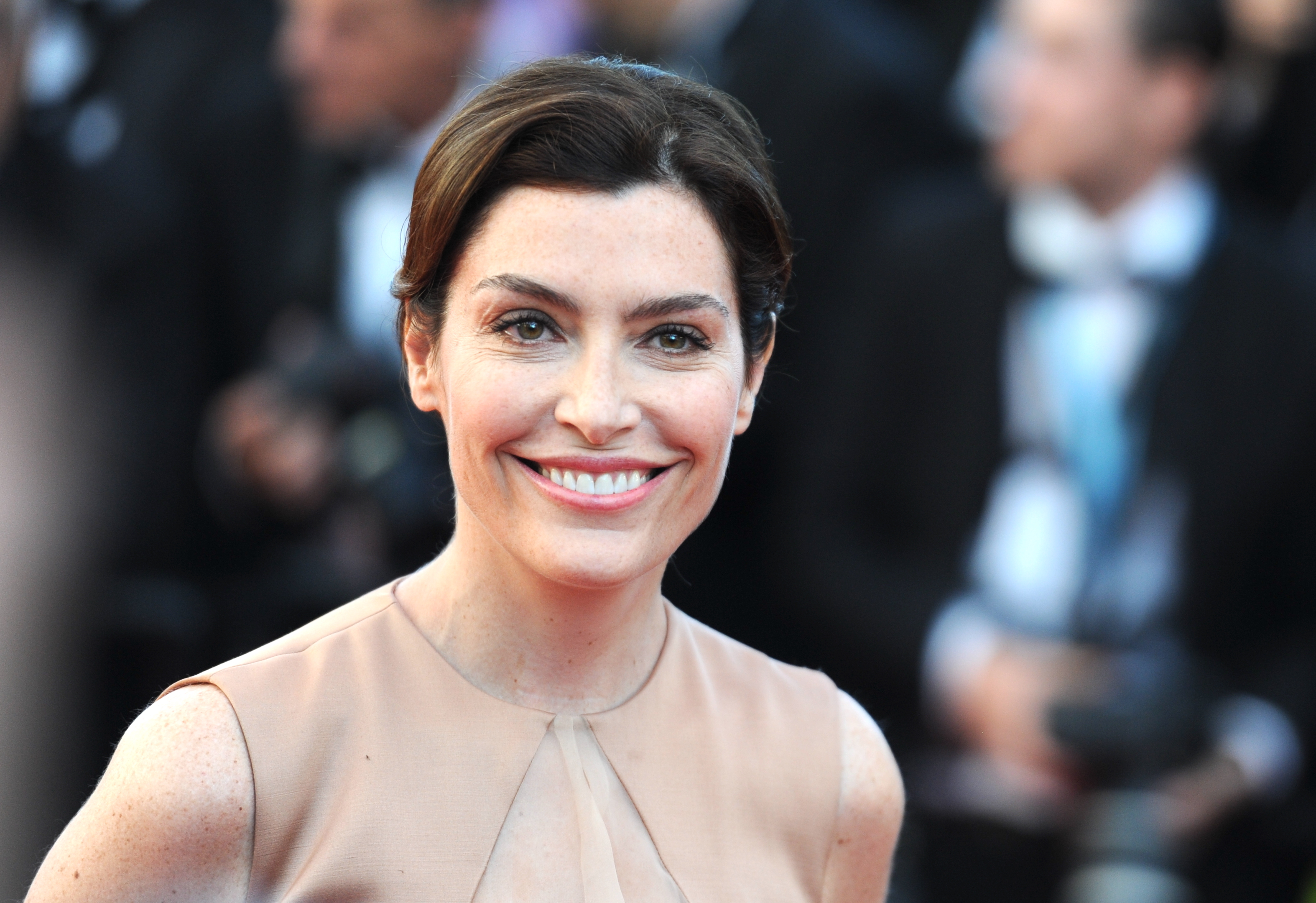
Daphné Roulier le 16 mai 2012 au Festival de Cannes.

En 1999, elle apparaît brièvement dans la série télévisée H, épisode  Une histoire de croyance, où elle interprète son propre rôle de présentatrice des informations sur Canal+.
En 2008, elle apparaît brièvement dans le film Coluche, l'histoire d'un mec d'Antoine de Caunes, où elle interprète une journaliste d'Antenne 2.
Elle donne sa voix pour des personnages dans des programmes courts de Jul sur la chaîne Arte, Silex and the City ou 50 nuances de Grecs.

## Pour approfondir